# Purple Lamborghini
Purple Lamborghini è un singolo del DJ statunitense Skrillex e del rapper statunitense Rick Ross, pubblicato il 22 luglio 2016 come terzo estratto dalla colonna sonora Suicide Squad: The Album.

## Descrizione
La canzone è stata scritta da Rick Ross con Beat Billionaire, che l'ha poi coprodotta assieme a Skrillex. Brano di punta della colonna sonora del film, la canzone contiene diversi riferimenti e citazioni a Suicide Squad, ed è scritta dal punto di vista di Joker, noto per la sua predilezione per il colore viola, presente anche nel suo caratteristico costume col trench in pelle di coccodrillo.

## Video musicale
Il videoclip di Purple Lamborghini  è stato pubblicato il 13 agosto 2016 sul canale Youtube ufficiale di Skrillex, ed è diretto da Colin Tilley. Nel video compaiono Rick Ross, voce, lo stesso Skrillex e l'attore Jared Leto, scelto espressamente dagli autori, nei panni del Joker. Ironicamente, nel video musicale di "Purple Lamborghini" non appare alcun prodotto Lamborghini viola.

## Tracce
1. Purple Lamborghini – 3:35 (Sonny Moore, William Roberts, Shamann Cooke)

## Classifiche
| Classifica (2016) | Posizione massima |
| ----------------- | ----------------- |
| Australia         | 39                |
| Austria           | 56                |
| Belgio (Fiandre)  | 86                |
| Belgio (Vallonia) | 81                |
| Francia           | 58                |
| Germania          | 85                |
| Nuova Zelanda     | 34                |